# Гахраман, Голриз
Голриз Гахраман — новозеландский политик иранского происхождения, член парламента и писательница. Бывшая юристка Организации Объединенных Наций была ребенком, ищущим убежища, и стала первым беженцем, избранным в парламент Новой Зеландии. Гахраман была членом Палаты представителей Новой Зеландии от Партии зеленых с 2017 до 2024 года, когда ей пришлось уйти в отставку из-за многочисленных обвинений в магазинных кражах, по которым она позже была осуждена.

## Ранняя жизнь и образование
Гахраман родилась в Иране в 1981 году. Ее семья жила в Мешхеде, втором по величине городе Ирана, где ее отец, сельскохозяйственный инженер, работал в Министерстве сельского хозяйства над исследованиями и разработками альтернативных видов топлива на растительной основе. Ее мать училась на детского психолога, но с этической точки зрения была против того, чтобы «психологи присягали на верность религии», поэтому отказалась сдавать экзамены по исламу, необходимые для ее практики, и никогда не работала как таковая. Ее отец был шиитом, а мать - курдской сунниткой, хотя ни один из родителей не был религиозным.
В 1990 году, после окончания ирано-иракской войны, девятилетняя Гахраман и ее семья уехали из Ирана в Малайзию якобы на отдых. Из Малайзии они забронировали билеты на Фиджи с пересадкой в Окленде, где попросили политического убежища и были приняты в качестве беженцев. Позже ее родители открыли ресторан и сувенирный магазин в Окленде и не работали в своих прежних областях знаний.
Гахраман посещала гимназию для девочек в Окленде. Она имеет степень бакалавра права и бакалавра искусств в области истории Оклендского университета и степень магистра исследований (MSt) в области международного права прав человека с отличием Оксфордского университета.

## Профессиональная жизнь
Гахраман начала юридическую практику в Новой Зеландии, работая младшим адвокатом, специализирующимся на защите по уголовным делам, описывая ее как «самую передовую область права в области прав человека, в которой вы можете работать на практике в Новой Зеландии; каждый день вы применяете Закон о Билле о правах и вы имеете дело с незаконными задержаниями, обысками и дискриминацией».
Гахраман работала юристом в Организации Объединенных Наций в составе групп защиты и обвинения в трибуналах в Руанде, Камбодже и Гааге. Она работала в качестве стажера в таких трибуналах, как Международный уголовный трибунал по Руанде; и была назначена в группу защиты. Ее работа в группах защиты обвиняемых и осужденных военных преступников, таких как Радован Караджич и Саймон Бикинди, вызвала у нее споры, хотя она повсюду заявляла о прозрачности.
Гахраман вернулась в Новую Зеландию в 2012 году и работала адвокатом, специализируясь в области права прав человека и защиты по уголовным делам. Она предстала перед Верховным судом Новой Зеландии по делу, которое в конечном итоге привело к пересмотру полицией своих правил в отношении операций под прикрытием.

## Политическая карьера
Гахраман была выбрана кандидатом по списку партии зеленых в январе 2017 года на всеобщих выборах 2017 года. По предварительным результатам в ночь выборов Зеленые не набрали достаточного количества голосов партии, чтобы Гахраман прошла в парламент, хотя небольшое увеличение числа зеленых в специальном голосовании привело бы к тому, что ей было выделено место. После того, как зеленые набрали 0,5% голосов в ходе специальных голосований, она была должным образом избрана в парламент, став таким образом первым депутатом-беженцем в Новой Зеландии.
В ноябре 2017 года выяснилось, что, наряду с судебным преследованием военных преступников, Гахраман также вызвалась стажером в группу правовой защиты обвиняемых военных преступников, таких как Радован Караджич, в рамках своей работы с Организацией Объединенных Наций. Она защищала свою роль в этой работе, утверждая, что ее роль была необходима для «поддержания справедливого и надежного судебного процесса», что она «гордится тем, что была причастна к этой традиции справедливого и прозрачного международного правосудия», и что, учитывая  выбора, она «сделала бы это снова».
В начале марта 2019 года Гахраман представила свой законопроект об укреплении демократии на выборах, в котором предлагается снизить порог смешанно-пропорционального членства (MMP) в стране с 5% до 4%. И Уинстон Питерс из правящей коалиционной партии «Новая Зеландия прежде всего», и Саймон Бриджес из оппозиционной Национальной партии раскритиковали законопроект Гахраман как оппортунистический. Гахраман также выступала за предоставление заключенным права голоса и запрет иностранных пожертвований политическим партиям в рамках своего законопроекта.
Во время выборов 2020 года в Новой Зеландии, которые состоялись 17 октября, Гахраман боролась за гору Роскилл, заняв третье место после Майкла Вуда из лейбористской партии и Пармджита Пармара из National. Она была переизбрана в парламент по партийному списку.
В середине мая 2022 года законопроект члена Гахраман, Закон о поправке к укреплению демократии на выборах, был выбран из бюллетеней. В ее законопроекте было предложено несколько изменений, в том числе разрешение избирателям-маори менять списки избирателей в любое время, предоставление всем заключенным права голоса, снижение избирательного порога для вступления в парламент с 5 до 4 процентов и снижение возраста для голосования до 16 лет. В начале августа 2022 года генеральный прокурор Дэвид Паркер выразил обеспокоенность тем, что ограничение пожертвований в законопроекте может потенциально нарушить право на свободу слова.

## Уголовное преследование
10 января 2024 года Гахраман отстранилась от своих обязанностей после того, как её обвинили в краже в бутике «Скотти» в новозеландском городе Понсонби.

## Взгляды и позиции

### Противоречие Дэвида Сеймура
В середине мая 2019 года лидер партии ACT Дэвид Сеймур вызвал некоторую критику, когда заявил в радиоинтервью, что Гахраман представляет собой «угрозу свободе в [Новой Зеландии]». Это заявление вызвало немедленную реакцию со стороны всех сторон новозеландского парламента и широкой общественности с решительным осуждением Сеймура. Консенсус среди противников заявлений Сеймура, по-видимому, заключался в том, что неявное приравнивание Гахраман ранее в интервью к авторитарным фигурам, таким как Адольф Гитлер и Мао Цзэдун, было полностью ложным.

### Права человека
Гахраман выступила против запрета на поездки президента США Дональда Трампа, заявив в 2017 году: «Я бы не поехала в Америку прямо сейчас. Я не хотела бы столкнуться с тем, с чем сталкиваются люди - с наручниками и допросами сил безопасности, [ ...] Никому бы я этого [задержания на границе] не пожелала».
Она считает, что представительство женщин и меньшинств в политике важно: "В конечном счете, зловещее лицо популизма - это то, что действительно подтолкнуло меня к тому, чтобы баллотироваться в качестве кандидата. Ненавистнические высказывания стали пугающими. Я знала, что представительство важно. Я знала, что для того, чтобы остановить очень реальные нападения на меньшинства и женщин, мы должны быть действительно активными, поддерживать друг друга и проложить пути. Мы сами должны стать лидерами".
В начале марта 2019 года Гахраман предложила правительству Новой Зеландии сотрудничать с любым потенциальным курдским процессом и процессом Организации Объединенных Наций, чтобы вернуть домой захваченного новозеландского джихадиста Марка Джона Тейлора, который присоединился к Исламскому государству в 2014 году.

### Израиль-Палестина
В середине июля 2019 года представитель Еврейского совета Новой Зеландии Джульет Мозес обвинила Гахраман в антисемитизме после того, как 11 июля она опубликовала твит, в котором Мария и Иосиф были названы палестинскими беженцами. Мозес утверждала, что Гахраман отрицала еврейскую связь с землей, не признавая, что Иисус был евреем. Гахраман извинилась за то, что ее комментарии оскорбили еврейскую общину, и поблагодарила еврейскую общину за поддержку беженцев. Представитель Партии зеленых ответил, что Голриз извинилась за свои «плохо сформулированные замечания», и сказал, что Гахраман собирается работать с еврейскими общинами над улучшением диалога. В ответ левый блогер Мартин «Бомбардировщик» Брэдбери защитил Гахраман и Партию зеленых от обвинений в антисемитизме, утверждая, что это была попытка уклониться от «оккупации» Израилем палестинской земли.
В декабре 2020 года Гахраман присоединилась к своему коллеге-члену парламента от зеленых Теанау Туионо и депутату от лейбористской партии Ибрагиму Омеру, которые пообещали сформировать новую парламентскую группу дружбы с Палестиной, чтобы «поднять голоса палестинского народа в парламенте Новой Зеландии» во время мероприятия, организованного Веллингтонской правозащитной группой Палестины в ознаменование «Международного дня солидарности с палестинцами».
В ответ на израильско-палестинский кризис 2021 года Гахраман раскритиковала то, что она считала медленной реакцией правительства Новой Зеландии на опубликование заявления о конфликте. Она также раскритиковала Израиль за поощрение «очень жестоких систематических нападений» на палестинское население в Восточном Иерусалиме и за бомбардировки Газы. В ответ Еврейский совет Новой Зеландии обвинил Гахраман в искажении информации о споре о шейхе Джарре и игнорировании ракетных обстрелов Израиля ХАМАСом, что, по их мнению, сделало ее непригодной для работы в качестве официального представителя зеленых по иностранным делам.
19 мая Гахраман выступила спонсором предложения, призывающего членов парламента признать право палестинцев на самоопределение и государственность. Движение было поддержано Партией зеленых и маори, но против него выступили правоцентристские партии National и ACT. Правящая Лейбористская партия также отказалась поддержать предложение зеленых, а спикер палаты представителей Тревор Маллард раскритиковал Гахраман за поддержку этого предложения, несмотря на то, что знал, что оно будет отклонено.
В ответ на критику со стороны заместителя лидера партии ACT Брука Ван Велдена Гахраман также выступила в защиту твита своего коллеги-зеленого депутата Рикардо Менендеса Марча, в котором говорилось: «От реки до моря Палестина будет свободна!» Гахраман утверждала, что Марч защищал права арабов и евреев на равные права на своей родине.

### Религиозные верования
Гахраман описывает себя как «агностика — иногда я бы сказала, атеистка», отмечая, что «для меня было важно встать и сказать, что я на самом деле совсем не религиозна, потому что Ближний Восток также имеет разнообразие внутри него».

## Личная жизнь
Гахраман рассказала, что у нее рассеянный склероз, в интервью в феврале 2020 года.
У нее были отношения с комиком Гаем Уильямсом, которые закончились в конце 2020 года.
В июне 2021 года Гахраман написала, что делает свои первые курдские татуировки дек, заявив: «Я очень рада помочь возродить эту прекрасную коренную традицию и связаться с невероятными гордыми старейшинами, которых я помню дома. Они представляют собой доисламскую культуру силы, природы и ночного неба".